# Bamberger Basketball 2020-2021
Questa voce raccoglie le informazioni riguardanti il Bamberger Basketball nelle competizioni ufficiali della stagione 2020-2021.

## Stagione
La stagione 2020-2021 del Bamberger Basketball è la 47ª nel massimo campionato tedesco di pallacanestro, la Basketball-Bundesliga.

## Roster
Aggiornato al 21 marzo 2025
| Brose Bamberg 2020-21 | Brose Bamberg 2020-21 |
| Giocatori             | Staff tecnico         |
| --------------------- | --------------------- |

| N. | Naz.                   | Ruolo | Nome                     | Anno | Alt.   | Peso   |  |
| -- | ---------------------- | ----- | ------------------------ | ---- | ------ | ------ |  |
| 2  | Germania (bandiera)    | P     | Elias Baggette           | 2002 | 183 cm | 70 kg  |  |
| 3  | Germania (bandiera)    | G     | Dominic Lockhart         | 1994 | 199 cm | 97 kg  |  |
| 7  | Stati Uniti (bandiera) | AP    | Alex Ruoff               | 1986 | 198 cm | 90 kg  |  |
| 9  | Belgio (bandiera)      | G     | Elias Lasisi             | 1992 | 191 cm | 83 kg  |  |
| 12 | Germania (bandiera)    | G     | Moritz Plescher          | 2000 | 195 cm | 80 kg  |  |
| 17 | Germania (bandiera)    | AG    | Mateo Šerić              | 1999 | 204 cm | 94 kg  |  |
| 20 | Stati Uniti (bandiera) | AG    | Chase Fieler             | 1992 | 203 cm | 93 kg  |  |
| 22 | Stati Uniti (bandiera) | G     | Devon Hall               | 1995 | 196 cm | 96 kg  |  |
| 25 | Germania (bandiera)    | GA    | Kenneth Ogbe             | 1994 | 198 cm | 92 kg  |  |
| 27 | Giamaica (bandiera)    | C     | Shevon Thompson          | 1993 | 213 cm | 102 kg |  |
| 31 | Italia (bandiera)      | G     | Michele Vitali           | 1991 | 196 cm | 86 kg  |  |
| 32 | Stati Uniti (bandiera) | C     | Norense Odiase           | 1995 | 203 cm | 113 kg |  |
| 33 | Germania (bandiera)    | P     | Bennet Hundt             | 1998 | 180 cm | 71 kg  |  |
| 43 | Germania (bandiera)    | AG    | Christian Sengfelder (C) | 1995 | 203 cm | 108 kg |  |
| 45 | Stati Uniti (bandiera) | C     | David Kravish            | 1992 | 208 cm | 109 kg |  |
| 50 | Germania (bandiera)    | G     | Joanic Grüttner Bacoul   | 1995 | 197 cm | 89 kg  |  |
| 55 | Stati Uniti (bandiera) | P     | Tyler Larson             | 1991 | 191 cm | 86 kg  |  |

| Allenatore                                                                                      |
| - Johan Roijakkers                                                                              |
| Assistente/i                                                                                    |
| - Hylke van der Zweep - Stefan Weissenböck Legenda - (C) Capitano - (IN) Inattivo - Infortunato |

## Mercato

### Sessione estiva
| Acquisti | Acquisti               | Acquisti        | Acquisti   | Acquisti |
| R.       | Nome                   | da              | Modalità   |          |
| -------- | ---------------------- | --------------- | ---------- | -------- |
| P        | Bennet Hundt           | BG 74 Gottinga  | svincolato |          |
| P        | Tyler Larson           | EWE Oldenburg   | svincolato |          |
| G        | Joanic Grüttner Bacoul | Bayreuth        | svincolato |          |
| G        | Elias Lasisi           | BG 74 Gottinga  | svincolato |          |
| G        | Dominic Lockhart       | BG 74 Gottinga  | svincolato |          |
| G        | Kenneth Ogbe           | Alba Berlino    | svincolato |          |
| G        | Michele Vitali         | Dinamo Sassari  | svincolato |          |
| AG       | Chase Fieler           | Promitheas      | svincolato |          |
| C        | David Kravish          | Manresa         | svincolato |          |
| C        | Norense Odiase         | N. Arizona Suns | svincolato |          |

| Cessioni | Cessioni         | Cessioni          | Cessioni       | Cessioni |
| R.       | Nome             | a                 | Modalità       |          |
| -------- | ---------------- | ----------------- | -------------- | -------- |
| P        | Marvin Heckel    | Eisb. Bremerhaven | fine contratto |          |
| P        | Paris Lee        | Orléans Loiret    | rescissione    |          |
| P        | Nelson Weidemann | Bayern Monaco     | fine prestito  |          |
| G        | Jordan Crawford  | Lokomotiv Kuban'  | fine contratto |          |
| G        | Retin Obasohan   | Nymburk           | fine contratto |          |
| G        | Bryce Taylor     | Amburgo Towers    | fine contratto |          |
| G        | Kameron Taylor   | Amburgo Towers    | fine contratto |          |
| GA       | Tre' McLean      | Peristeri         | fine contratto |          |
| AP       | Louis Olinde     | Alba Berlino      | fine contratto |          |
| AG       | Elias Harris     | R. Ludwigsburg    | fine contratto |          |
| AG       | Daniel Keppeler  | Tigers Tubinga    | fine contratto |          |
| C        | Assem Marei      | Metropolitans 92  | rescissione    |          |

### Dopo l'inizio della stagione
| Acquisti | Acquisti        | Acquisti           | Acquisti        | Acquisti   |
| R.       | Nome            | da                 | Data            | Modalità   |
| -------- | --------------- | ------------------ | --------------- | ---------- |
| G        | Devon Hall      | Oklahoma Thunder   | 30 ottobre 2020 | svincolato |
| C        | Shevon Thompson | Fuenlabrada        | 9 gennaio 2021  | svincolato |
| AP       | Alex Ruoff      | Nishinomiya Storks | 31 gennaio 2021 | svincolato |

| Cessioni | Cessioni       | Cessioni           | Cessioni         | Cessioni       |
| R.       | Nome           | a                  | Data             | Modalità       |
| -------- | -------------- | ------------------ | ---------------- | -------------- |
| G        | Elias Lasisi   | Crailsheim Merlins | 30 ottobre 2020  | fine contratto |
| C        | Norense Odiase | Science City Jena  | 19 febbraio 2021 | rescissione    |